# Ronny Cedeño
Ronny Angel Cedeño Solorzano (ur. 29 lipca 1992) – ekwadorski zapaśnik walczący w stylu wolnym. Zajął dziewiąte miejsce na mistrzostwach panamerykańskich w 2014. Mistrz Ameryki Południowej w 2013 i trzeci w 2014. Brązowy medalista igrzysk boliwaryjskich w 2013 roku.